# Шпанска школа јахања
Шпанска школа јахања је аустријска институција посвећена очувању класичне дресуре и обуци коња липицанера, са седиштем у Бечу у Аустрији, чији су наступи у Хофбургу такође туристичка атракција. Водећи коњи и јахачи школе такође повремено праве турнеје и наступају широм света. Једна је од „велике четворке“, најпрестижнијих академија класичног јахања на свету, заједно са Cadre Noir, Португалском школом коњичке уметности и Краљевском андалузијском школом.
Шпанска школа јахања уписана је на Унескову листу нематеријалне светске баштине 2015. године.

## Локација
Шпанска школа јахања се налази између Михаелерплаца и Јозефсплаца, унутар палата Хофбург у центру Беча. Представе се одржавају у Зимској школи јахања, изграђеној између 1729–1735. Зимска школа јахања је сала преплављена сунчевим светлом, углавном бела са нешто беж и светлосиве боје, са портретом цара Карла VI изнад краљевске ложе и насупрот улаза (кога јахачи увек поздрављају пре него што почну), димензија 55 x 18 м и 17 м висине.
Шпанска школа јахања има летње штале у Хелденберг-Вецдорф у Доњој Аустрији. 68 пастува се тамо одводе у јулу и августу током седам недеља, где се држе у шталама са стазама. Коњи се у овом периоду не школују, већ се јашу у оближњој шуми.

## Историја
Школа јахања први пут је добила име током Хабсбуршке монархије 1572. године, много пре француске арене Антоана де Плувинела, и најстарија је те врсте на свету. Записи показују да је дрвена арена за јахање први пут пуштена у рад 1565. године, али је цар Карло VI тек 1729. године задужио архитекту Јозефа Емануела Фишера фон Ерлаха да сагради белу халу за јахање која се користи данас. Пре тога, школа се одвијала у дрвеној арени на Јозефсплацу. Једно време сала за јахање се користила за разне церемоније, али сада је отворена за јавност, која може бити сведок обуке и наступа пастува.
Шпанска школа јахања добила је име по шпанским коњима који су чинили једну од основа липицанерске пасмине која се искључиво користи у школи. Коњи који се допремају у шпанску школу јахања данас се узгајају у савезној ергели Пибер која се налази у близини села Пибер у западној Штајерској, у Аустрији. Један од оригиналних пастува који се користио за развој пасмине била је Липица, у близини Трста у данашњој Словенији, која је дала име пасмини.
Шпанска школа јахања има претходнике у војним традицијама још од Ксенофона у Античкој Грчкој, а посебно од војног јахања у средњовековном добу када су витезови покушавали да задрже предност на бојном пољу бацајући тешки оклоп и учећи да маневришу брзо и сложено на бојном пољу којим доминира ватрено оружје.
Традиционално, липицанере у школи тренирају и јашу мушкарци, мада шпанска школа јахања наводи да никада није постојала званична забрана за жене. У октобру 2008. две жене, Сојоурнер Морел, 18-годишњакиња из Уједињеног Краљевства и Хана Зитлхофер, 21-годишњакиња из Аустрије, положиле су пријемни испит и примљене су да се школују за јахаче у школи - прве жене које су учиниле то за 436 година.

## Методе
Методе које користи Школа јахања засноване су на методама Франсоа Робишон де ла Геринијера. Уобичајени је мит да су покрети развијени да помажу у борби; у ствари, коришћени су да ојачају тело и ум ратног коња и учине га врхунским спортистом, а не нападачем. Сви покрети се заснивају на онима које коњ природно изводи када је на слободи, са изузетком једноструких промена.
Пастуви се уче у три фазе:
1. Јахање напред - Ова фаза започиње када се коњ први пут доведе у шпанску школу јахања као четворогодишњак. Пастув се учи да се оседла и заузда, а започиње радом на конопцу да би се коњ научио на опрему, побољшала његова послушност и ојачали мишићи.
2. Школа за кампању - Коњ је обично спреман за другу етапу након годину дана јахања у првој фази, иако је овај временски оквир увек прилагођен појединачном коњу. Током ове друге фазе млади пастуви су увек у рукама искусних јахача, како би се спречио развој лоших навика због неправилног рада. Током овог времена се одвија већина тренинга, а коњ учи да скраћује и продужава ход и изводи бочне покрете, при чему се већина посла одвија у касу. Ова фаза захтева највише времена, углавном две трећине укупног времена потребног за стварање "готовог" коња. Пре краја ове фазе, пастуви се упознају са двоструком уздом.
3. Средња школа - У овој фази, јахач ће постепено потискивати коња до савршенства у контакту, гипкости и импулсу. Кроз овај рад коњ ће научити да изводи неке од најтежих покрета као што су пируета, пасаж, Piaffe и One-Tempi-Change.

И јахачи су пажљиво школовани. Прво раде на вођењу коња у круг без узенгија и узда на добро дресираним коњима до 3 године. Тада им је дозвољено да сами контролишу животиње, под оком искусног јахача, све док не буду могли да изводе покрете у средњој школи. Уз интензиван тренинг, ово ће трајати 2–4 године. Јахачу је тада дозвољено да обучи младог пастува до средње школе, што обично траје 4–6 додатних година.
- Levade
- Capriole
- Courbette
- Piaffe
- Ballotade
- Croupade

## Представе
Представе у Шпанској школи јахања првобитно су се представљале само гостима двора, а онда када су коначно отворене за ширу популацију на почетку века, то је било само за посебне прилике. Међутим, након пада Аустро-Угарске империје 1918. године, школа је отворила редовне представе широј јавности како би помогла да се плати њено одржавање.
Првобитне представе биле су прилично кратке, главни јахачи су представљали пастуве у покретима средње школе, вежбе на дугој узди, а затим Pas de deux (два коња у огледалу) и четири коња Quadrille би завршила наступ.
Програм се данас проширио. Почиње са „Младим пастувима“ који су недавно стигли из ергеле у Пиберу. Наредни део је "сви кораци и покрети из средње школе" где четири потпуно обучена пастува обављају сваки од покрета виђених у Grand Prix Dressage. Коњи се јашу са дуплим уздама, да би показали висок ниво обучености. Потом се приказује Pas De Deux, са два коња која као у огледалу приказују покрете из средње школе.
Следећи одељак је део где се показује како су коњи обучени за скокове levade, capriole и courbette.
Представа завршава са School Quadrille, који се састоје од 8 јахача на коњима који изводе фигуре уз класичну музику. У трајању од 20 минута, школски кадрил шпанске школе јахања најдужи је и најтежи на свету.

## Одећа и опрема
Сви јахачи носе традиционалну униформу: браон капуте, капе са два рога, беле панталоне, беле кожне рукавице, и црне високе чизме. Мамузе у облику лабудовог врата такође су део униформе. Царска униформа (у моди 1795–1820) остала је релативно непромењена током 200 година.
Током извођења, потпуно обучени пастуви носе традиционални позлаћени напрсник и подрепач. Они такође носе „школско седло“, које је направљено од јеленске коже и веће је од чешће виђеног енглеског седла које школа користи приликом обуке пастува и јахача. Позлаћене двоструке узде користе се само за перформансе. Сви коњи, осим младих пастува, носе испод седла црвена и златна или зелена и златна платна за седла.
Млади пастуви нису изложени истој опреми као и зрелије животиње. Јашу се са обичном уздом и једноставном енглеском седлу. За тренинге се користе црне узде.
Шпанска школа јахања приказана је у недавним аустријским колекционарским кованицама: аустријски пригодни ковани новац председавајућег ЕУ од 5 евра, кован 18. јануара 2006. На реверсу је приказана бечка царска палата Хофбург на тргу „Јозефсплац“. Коњичка статуа Јосифа II је у средишту. Десно се види крило Хофбурга у коме се налазе шпанска школа јахања.